# 原子核物理学
原子核物理学（げんしかくぶつりがく、英語：nuclear physics）とは、強い相互作用に従う粒子の多体問題を研究する学問領域。主に原子核の核構造、核反応（核分裂反応、核融合反応）などを扱う分野のこと。また、核物質・ハドロン物質の性質を調べるハドロン物理学もこの分野の一部である。
構成要素が2種類（注・ハイパー核はさらに数種類の構成要素が加わる）であるにもかかわらず、陽子・中性子それぞれの数や励起のさせ方により、様々な構造を取るのが特徴である。核子の主要な相互作用である「強い相互作用」が未だ完全に解明されていないこと、物性理論のように構成粒子が無限であるという近似が許されないこと、表面の効果が重要であること等により、発見から1世紀近く経つにもかかわらず、未知の部分が残されており、理論実験ともに盛んに研究が行われている。

## 原子核物理学における理論
対象とするエネルギー領域によって、狭義の原子核物理学、ハドロン物理学に大別される。
低エネルギー領域における現象を記述する原子核物理学では、核子の自由度から原子核の構造を記述する「微視的核構造理論」の構築に力が注がれている。
近年ファデエフの方法やその拡張、あるいはモンテカルログリーン関数法などによって非相対論的な核子少数多体系の厳密解が得られるようになった。
また、この微視的核構造理論を基にした核反応物理学の構築にも力が注がれている。
ここで培われた方法はハイパー核の研究などにも適用されている。
より核子数の多い原子核の記述のために平均場理論を基にした集団運動模型が整備され、着々と精密化が進んでいる。
また大規模な殻模型計算を数値的に行う手法も飛躍的に発展し、模型の範囲内では満足な計算結果を得られるようになった。
一方量子分子動力学を基にしたAMD模型等により核構造の記述が試行されているが、その理論正当性はいまだに判然としない。
中間エネルギー領域の現象を記述するハドロン物理学では量子色力学(QCD)に基づく記述が目標とされている。
理論的に疑問点の少ない摂動論を用いた現象の記述は、摂動的に記述できる部分と非摂動的に記述しなければならない部分との因子化分離が可能な場合にはよく理解されている。
しかし非摂動領域での有効模型やQCD和則による研究は、永年月にわたる多大な努力にもかかわらず芳しい進展を見ない。
一方で模型に依らない格子QCD数値計算の方法は急激かつ長足の進歩を見せている。
現在主な研究内容としては、相対論的高エネルギー重イオン衝突時等におけるQGP（クォークグルーオンプラズマ）生成の機構やその性質、高密度核物質におけるカラー超伝導状態の記述、またカラー超伝導相からダイ・クォーク凝縮相へのBCS-BECクロスオーバー、更に中性子星内部における中間子凝縮等が挙げられ、広い温度・密度領域における核物質の多様性に関する研究を相転移（カイラル相転移、クォークの閉じ込め・非閉じ込め相転移）という概念の下、活発に行われている。

## 原子核物理学における実験
現代の原子核に関する実験には大雑把に言って原子核をくっつけて（核融合反応）自然に存在しないより大きな原子核を作る実験（超重核の探索など）、ぶつけて壊す（核破砕反応）事によって天然に存在しない核を作り性質を調べる実験（中性子過剰核や陽子過剰核の実験）、陽子・中性子以外にストレンジネスを持つバリオンであるハイペロンを混入してその振る舞いを調べる実験（ハイパー核）、重い原子核同士を高エネルギーで衝突させて新しい物質状態を探索する実験（相対論的重イオン衝突）などがある。
測定の手法としては励起状態から基底状態へ移る際に放出されるγ線のエネルギーとその揺らぎを測定する実験（原子核分光）、原子核崩壊の生成物のエネルギーとその揺らぎを測定する実験、原子核に高エネルギーの光子や電子を入射してその変化を調べる実験、その他原子核から放出される種々の粒子を測定する実験がある。

## 最近取り沙汰される話題
- 不安定核
- 超重核
- 三体力
- ペンタクォーク
- クォークグルーオンプラズマ